# Flugzeugkollision über Bremerhaven (1985)
Bei einem Luftkampfausbildungsflug kollidierten am 31. Januar 1985 zwei McDonnell F-4F Phantom der Luftwaffe  über Bremerhaven. Ein Flugzeug stürzte auf unbesiedeltes Gelände, das zweite auf die Halle eines Container-Instandsetzungsbetriebes. Dabei starben ein Besatzungsmitglied sowie ein Mitarbeiter des Betriebes. Darüber hinaus erlitten fünf Arbeiter der Firma zum Teil schwere Verletzungen.

## Verlauf
Drei Phantom-Jagdflugzeuge des Jagdgeschwaders 71 "Richthofen" starteten am 31. Januar 1985 gegen Mittag in Wittmund zu einem Ausbildungsflug. Im Rahmen des Ausbildungsprogramms waren Luftkampfübungen in der TRA 201 Süd vorgesehen, einem gesperrten militärischen Übungsluftraum in mittlerer Höhe zwischen Flugfläche 80 und Flugfläche 240, der sich über dem nördlichen Niedersachsen und der küstennahen Nordsee befindet. Bei diesem Ausbildungsflug sollten zwei Angreifer abwechselnd das dritte als Ziel agierende Flugzeug simuliert bekämpfen. Bei einem der Übungsansätze ereignete sich eine Kollision zwischen zweien der drei Flugzeuge. Diese Luftfahrzeuge wurden dabei so schwer beschädigt, dass sie nicht mehr flugfähig waren.
Beide Besatzungen initiierten einen Rettungsausstieg mit dem Schleudersitz. Dieser war bei den beiden Piloten und einem der beiden Waffensystemoffiziere erfolgreich. Beim zweiten Waffensystemoffizier verhinderte eine kollisionsbedingte Beschädigung den ordnungsgemäßen Ablauf des Rettungsausstiegs. 
Das Luftfahrzeug (Lfz.) mit dem taktischen Kennzeichen 37+99 stürzte auf eine Sandbank im Watt der Wesermündung vor Burhave, das Lfz. mit dem taktischen Kennzeichen 37+95 auf die Halle des Container-Instandsetzungsbetriebes Tiemann in Bremerhaven-Speckenbüttel.
Der Waffensystemoffizier der 37+95 und ein Arbeiter in der Containerwerkstatt wurden beim Aufprall des Lfz. getötet, fünf weitere Arbeiter des Betriebes zum Teil schwer verletzt.
Die dritte Phantom kehrte unbeschädigt nach Wittmund zurück.

## Maßnahmen
Die im Verlauf der Flugunfalluntersuchung gewonnenen Erkenntnisse führten in der Folge zu einer Änderung an den Martin-Baker-Schleudersitzen der Phantoms der Luftwaffe.